# Аккуаланья
Аккуаланья (итал. Acqualagna) — коммуна в Италии, располагается в регионе Марке, в провинции Пезаро-э-Урбино.
Население составляет 4418 человек (2008 г.), плотность населения составляет 87 чел./км². Занимает площадь 51 км². Почтовый индекс — 61041. Телефонный код — 0721.
Покровительницей коммуны почитается святая Лукия Сиракузская, празднование 13 декабря.

## Демография
Динамика населения:

## Администрация коммуны
- Официальный сайт: http://www.comune.acqualagna.ps.it/